# Isidro Díaz
Isidro Díaz González (Gimialcón, 1954. május 24. –) spanyol labdarúgó, csatár.

## Pályafutása
A Real Madrid korosztályos csapatában kezdte a labdarúgást. 1973 és 1977 között a Castilla labdarúgója volt, de az 1973–74-es idényben kölcsönben szerepelt a Salmantino csapatában. 1977 és 1985 között a Real Madrid játékosa volt, ahol három spanyol bajnoki címet és két kupagyőzelmet ért el az együttessel. Tagja volt az 1980–81-es idényben BEK-döntős, az 1982–83-as idényben KEK-döntős és az 1984–85-ös idényben UEFA-kupagyőztes csapatnak. 1985 és 1987 között a Racing Santander, 1987 és 1989 között az Elche labdarúgója volt.

## Sikerei, díjai
Real Madrid
- Spanyol bajnokság (La Liga)
  - bajnok (3): 1977–78, 1978–79, 1979–80
- Spanyol kupa (Copa del Rey)
  - győztes (2): 1980, 1982
  - döntős (2): 1979, 1983
- Spanyol szuperkupa (Supercopa de España)
  - döntős: 1982
- Spanyol ligakupa (Copa de la Liga)
  - győztes: 1985
  - döntős: 1983
- Bajnokcsapatok Európa-kupája (BEK)
  - döntős: 1980–81
- Kupagyőztesek Európa-kupája (KEK)
  - döntős: 1982–83
- UEFA-kupa
  - győztes: 1984–85